# Jean Darcel
Jean Darcel, né à Rouen le 12 avril 1823 et mort à Paris le 8 décembre 1906, est un ingénieur français des Ponts et Chaussées, qui joue un rôle majeur dans l'embellissement de Paris au XIXe siècle.

## Biographie
Fils d'Alphonse Darcel, polytechnicien et colonel de l'artillerie, Jean Darcel suit les pas de son père en intégrant l'École polytechnique avant de devenir ingénieur des Ponts et Chaussées. Il est le frère d'Alfred Darcel (1818-1906), ingénieur issu de l'École centrale des arts et manufactures, qui devient administrateur de la Manufacture des Gobelins et conservateur du musée de Cluny.

## Carrière

### Débuts dans l'ingénierie civile
Affecté à Figeac dans le Lot en 1846, Darcel travaille ensuite au service de la navigation de la Seine et au service des ponts de Paris jusqu'en 1856. Au cours de cette période, il se distingue par plusieurs réalisations remarquables. Il supervise la construction du pont des Invalides en 1854 et participe à la réalisation du pont Notre-Dame. De plus, il contribue significativement à l'amélioration des techniques de construction des ponts métalliques. Ces accomplissements lui valent d'être nommé chevalier de la Légion d'honneur.

### Service des promenades et plantations de Paris
En 1857, Darcel rejoint le service des promenades et plantations de la Ville de Paris sous la direction d'Adolphe Alphand. Dans ce nouveau rôle, il participe activement à de nombreux projets d'embellissement de la capitale. Il joue un rôle clé dans la transformation du bois de Boulogne, supervisant notamment la réalisation de la Grande cascade. Son expertise est également sollicitée pour la direction des travaux du bois  de Vincennes et des parcs Montsouris et des Buttes-Chaumont, contribuant ainsi de manière significative à l'aménagement paysager de Paris.

### Exposition universelle de 1867
Lors de l'Exposition universelle de Paris de 1867, Darcel est nommé responsable des "Parcs et matériel de l'horticulture". Dans le cadre de cette fonction, il conçoit le "jardin réservé", un espace novateur présentant différents modèles de serres. Cette réalisation témoigne de sa capacité à allier l'esthétique et la fonctionnalité dans la conception d'espaces verts.

## Contributions théoriques et pédagogiques
Jean Darcel contribue largement à la théorisation et à l'enseignement de l'architecture des jardins. En 1867, il participe à la création de l'École théorique et pratique d’arboriculture de la ville de Paris à Saint-Mandé, en collaboration avec Alphonse Du Breuil. Cette initiative témoigne de son engagement dans la formation des futurs professionnels du paysage.
En 1875, Darcel publie "Étude sur l'architecture des jardins", un ouvrage basé sur ses conférences aux élèves-jardiniers de la Ville de Paris. Ce livre devient une référence dans le domaine, synthétisant ses connaissances et son expérience pratique.
Sa carrière d'enseignant culmine en 1876-1877, lorsqu'il enseigne à l'École nationale d'horticulture de Versailles. Dans cette institution prestigieuse, il crée le cours "d'architecture des jardins et des serres", contribuant ainsi à la formation d'une nouvelle génération d'architectes paysagistes.

## Réalisations notables
Outre ses travaux parisiens, Jean Darcel laisse son empreinte sur plusieurs parcs privés à travers la France. Il conçoit notamment le parc de l'abbaye cistercienne de Loc-Dieu dans l'Aveyron, ainsi que le parc du château de Neuvic d'Ussel en Corrèze. Ces deux réalisations, reconnues pour leur qualité exceptionnelle, reçoivent le label "Jardins remarquables" et sont aujourd'hui ouverts au public, témoignant de la pérennité de l'œuvre de Darcel.

## Héritage
L'approche de Darcel en matière d'architecture paysagère se caractérise par une fusion harmonieuse entre les styles français et paysager. Il accorde une attention particulière à la mise en valeur des sites naturels, créant des espaces qui respectent et subliment l'environnement existant. Son influence perdure à travers ses réalisations concrètes, mais aussi grâce à ses écrits théoriques qui ont formé de nombreux architectes-paysagistes. L'héritage de Jean Darcel continue ainsi d'inspirer et de guider les professionnels du paysage, faisant de lui une figure incontournable de l'histoire de l'architecture des jardins en France.

## Publication
Jean Darcel, Etude sur l'architecture des jardins, Paris, Dunod, 1875 (lire en ligne)